# Niederumelsdorf
Niederumelsdorf ist ein Ortsteil des Marktes Siegenburg im niederbayerischen Landkreis Kelheim. Bis 1976 bildete es eine selbstständige Gemeinde.

## Lage
Das Pfarrdorf Niederumelsdorf liegt in der Hallertau etwa zwei Kilometer südwestlich von Siegenburg.

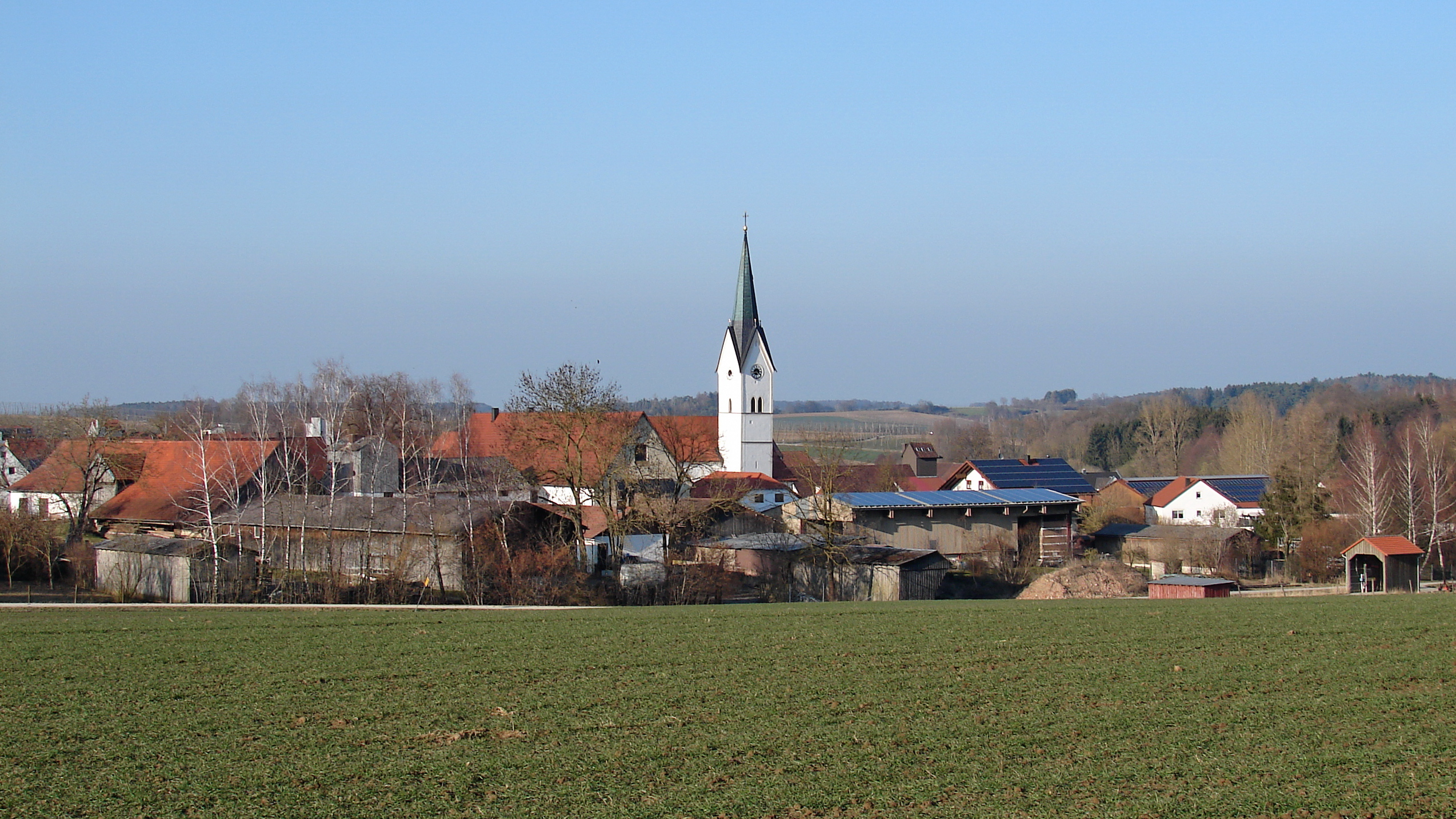
Ortsansicht von Niederumelsdorf

## Geschichte
Bei einer Grabung unter der Pfarrkirche kamen Bronze- und Eisenfunde aus der Frühzeit des Christentums zutage. Es handelte sich um Votivgaben aus dem 7. bis 9. Jahrhundert. Umelsdorf war also ein frühchristlicher Kultort, einer der frühesten im Landkreis Kelheim.
Umpalasdorf, das „Dorf des Umbala“ wird erstmals 874 urkundlich erwähnt. Hartwich, einer der 32 Söhne des Babo von Abensberg, baute sich hier eine Burg. Er war von 1009 bis 1027 Vogt des Klosters Weltenburg. Über hundert Jahre blieb diese Vogtei bei den Herren von Umelsdorf. Spannungen zwischen dem Kloster und seinem Vogt waren nicht selten. 1162 schenkte Babo von Umelsdorf dem Kloster 22 Leibeigene.
Der erste Pfarrherr in Niederumelsdorf wird im Jahre 1225 erwähnt. Von 1359 bis 1382 war die Pfarrei dem Kloster Biburg inkorporiert. 1592 erhielten die Jesuiten und 1786 die Malteser das Präsentationsrecht über die Pfarrei. Aufgrund der Säkularisation in Bayern musste die Kirche St. Johannes Baptist und Evangelist in Oberumelsdorf niedergelegt werden, desgleichen die Leodegarkapelle, die in der Wiese nördlich der Pfarrkirche stand.
Neben der Kirche wurde 1861 das erste Schulhaus erbaut und 1897 erweitert. Ein neues Schulhaus, das nach Luitpold von Bayern benannt wurde, errichteten die Umelsdorfer im Jahre 1907.
Die Gemeinde Niederumelsdorf wurde im Zuge der Gebietsreform in Bayern am 1. Januar 1976 mit den Ortsteilen Grafenmühle, Holzleithen, Niederumelsdorf, Oberumelsdorf und Straßhaus in den Markt Siegenburg eingemeindet. 2002 wurde Niederumelsdorf als Sieger des Landkreises Kelheim im Wettbewerb Unser Dorf soll schöner werden ausgezeichnet und erhielt die silberne Medaille auf Niederbayernebene. Bis heute ist Niederumelsdorf mit seinen ungefähr 450 Einwohnern ein vom Hopfenanbau geprägtes Dorf.

## Sehenswürdigkeiten
- Pfarrkirche St. Ulrich. Die spätgotische Anlage wurde in der Barockzeit verändert und 1898 restauriert und erweitert. Altäre und Kanzel sind Rokokoschöpfungen, der Taufstein ist spätgotisch. Das Langhausdeckenfresko Heiliger Wandel und Cäcilia werden von den Kunsthistorikern Hans Christian Ries und Dr. Fuchs vom Diözesanmuseum Regensburg dem Münchner Kunstmaler des Neubarock Josef Wittmann zugeschrieben und ist in ca. 1930 gemalt.
- Altes Schulhaus. Das alte Schulhaus wurde 1861 erbaut und ein neues 1907 erbaut.

## Vereine
- Bayer. Bauernverband Niederumelsdorf
- Freiwillige Feuerwehr Niederumelsdorf
- Hallertauer Skiclub Niederumelsdorf. Er wurde am 23. Oktober 1976 gegründet.
- Jagdgenossenschaft Niederumelsdorf
- KLJB Niederumelsdorf. Sie wurde als Katholischer Burschenverein 1910 gegründet.
- Kolibris. Der Chor feierte am 17. Oktober 2010 sein zwanzigjähriges Bestehen.
- Marianische Männer-Congregration (MMC) Niederumelsdorf. Sie wurde am 5. April 2003 ins Leben gerufen.
- Soldatenkameradschaft Niederumelsdorf
- Obst- und Gartenbauverein Niederumelsdorf. Der Gartenbauverein wurde 1908 gegründet und gehört damit zu den ältesten im Landkreis Kelheim.
- Schützenverein „Lindengrün“ Niederumelsdorf